# Biserica de lemn din Leleasca-Ștefănești

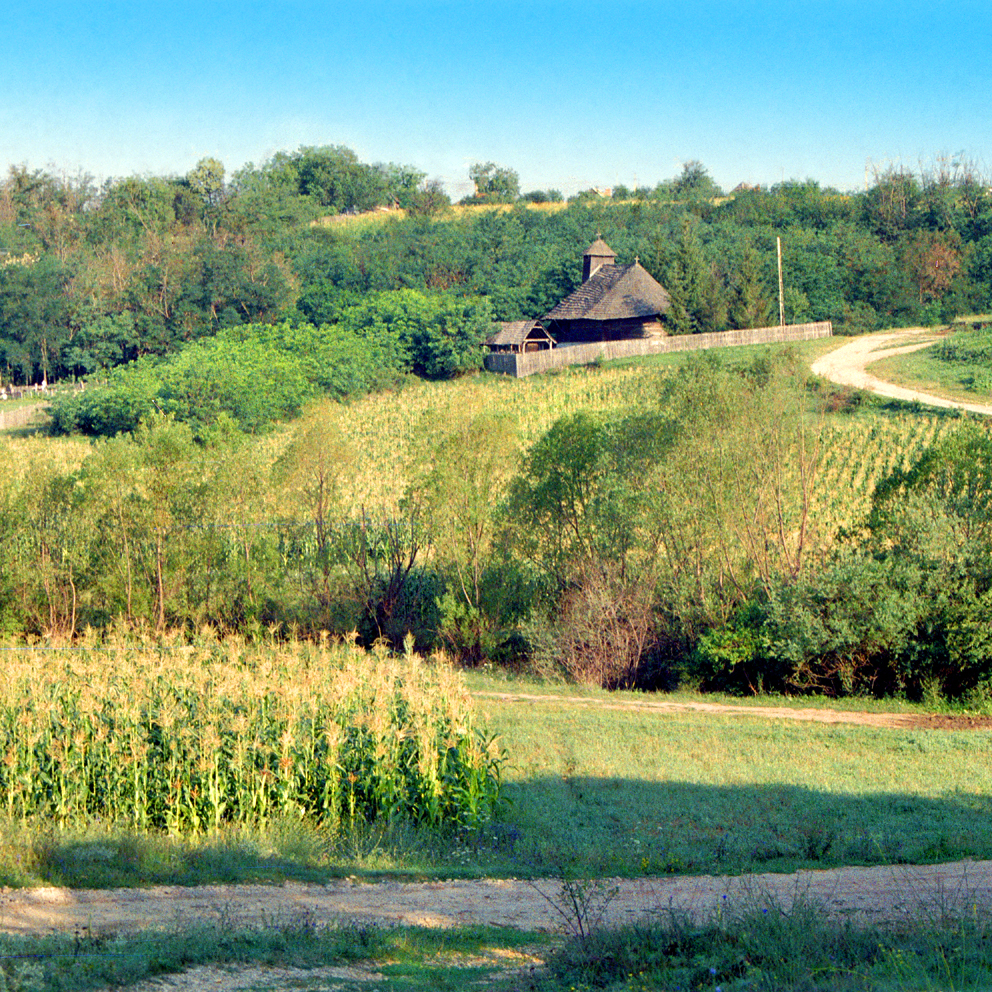
Biserica de lemn din Ştefăneşti, parohia Păroşi, comuna Leleasca, Olt. Foto: 2002.

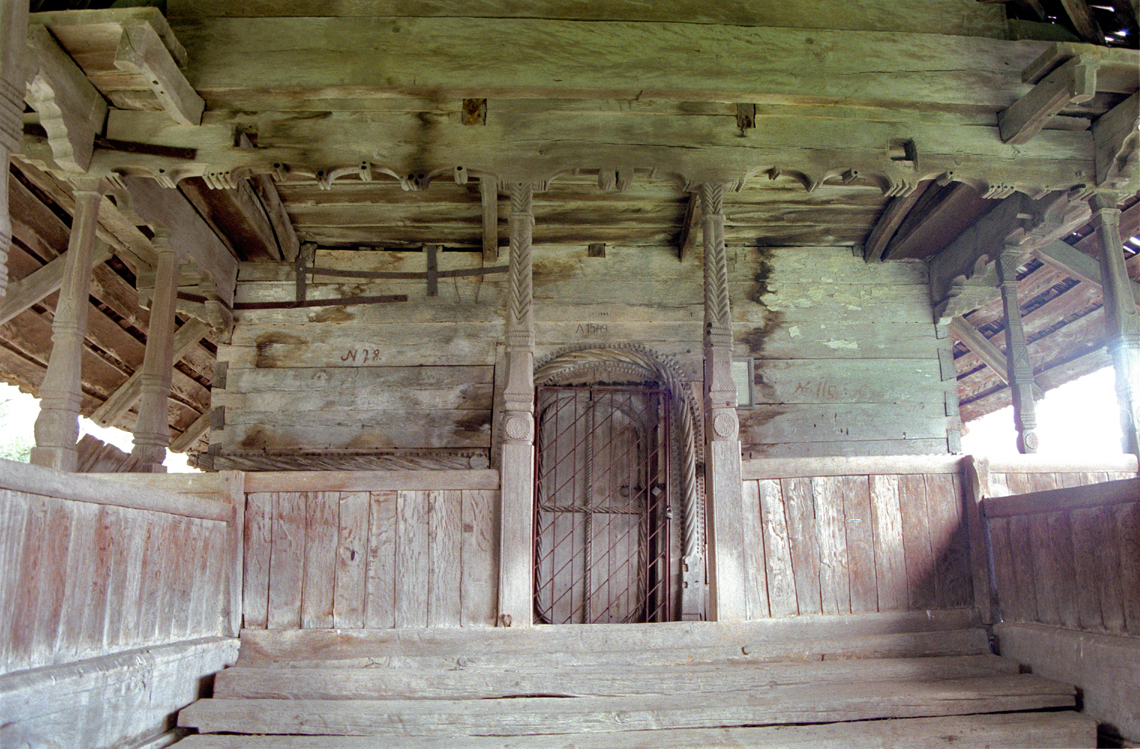
Pridvorul bisericii. Foto: 2002.

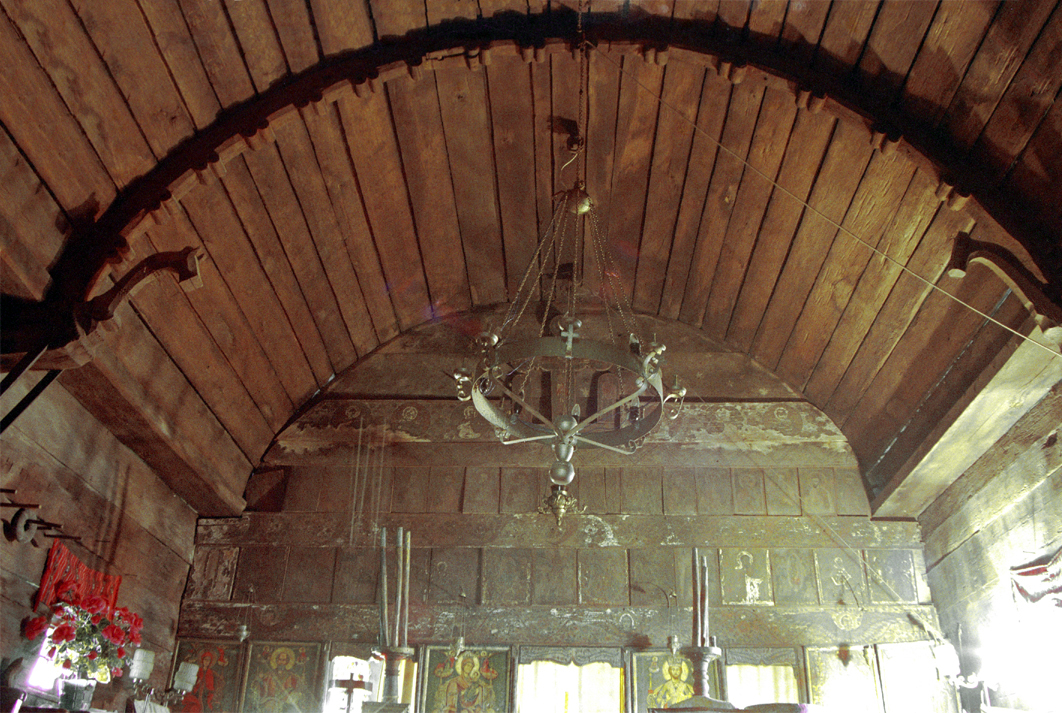
Cerul bisericii cu arc dublou şi console sculptate în formă de cai. Foto: 2002.

Biserica de lemn din Leleasca-Ștefănești se află în cătunul Ștefănești, localitatea Leleasca, județul Olt și aparține de parohia Păroși. Biserica a fost ridicată pe locul actual de moșnenii fostului sat Ștefănești între anii 1765-1771 și poartă hramul „Adormirea Maicii Domnului”. Aceasta este una dintre cele mai reprezentative biserici de lemn de la sud de Carpați. Se distinge într-un ansamblu caracteristic zonei, compus din poartă și gard de lemn, precum și „șetrile cu mesile pentru pomeni la sărbători” din cuprinsul incintei. Remarcabile sunt dimensiunile mari ale lăcașului, decorația sculptată bogată, atât exterioară cât și interioară, precum și semnăturile meșterului și ctitorilor împreună cu datările de pe peretele de la intrare. Cel mai semnificativ este pridvorul, care excelează atât prin amploare cât și prin diversitatea și bogăția motivelor sculptate, un adevărat punct culminant în arta pridvoarelor de biserici de lemn de la sud de Carpați. În interior ies în evidență câteva sculpturi puternic reliefate, îndeosebi funia de pe portalul naosului și cei doi cai-consolă ce sprijină grinda de sub cerul bolții. Piciorul mesei de altar este scobit din trunchiul unui copac în relief puternic, caracterictic acestui lăcaș. Iconostasul și peretele dintre tindă și naos păstrează frumoasele icoane și frize pictate, împreună cu poalele de icoane și ramele decorative. Biserica este înscrisă pe noua listă a monumentelor istorice, LMI 2004:  OT-II-m-A-08938.

## Istoric
Începutul acestei biserici în fostul sat de moșneni Ștefănești este fixat de o datare după era bizantină pe peretele de la intrarea în tinda bisericii, în dreapta ușii: „leat 7279 7274”, adică anul 1770/1771 alăturat de cel 1765/1766. Pe o cruce de mână din inventarul bisericii se regăsește primul an: „7279 Ene”. Ene este ctitorul bisericii, conform unei alte inscripții de pe același perete de la intrare, însă la stânga ușii: „Ene titoru” și „Nițu Ene”. Alături de acesta se află și numele meșterului „Stan meșteru”. Amândoi sunt însoțiți în mod remarcabil de semne specifice de identificare, ctitorul prin bustul cu brațele întinse iar meșterul prin două semne de meșter. Trebuie reținut faptul că însemnarea ctitorului, „Ene titoru”, în imediata vecinătate a semnului său cu brațele deschise, apare scrisă pe dos, ca și când cel care a scris-o pe perete a decalcat-o mai întâi de pe o hârtie întoarsă pe dos. Această formă neobișnuită de însemnare se poate citi foarte clar de la dreapta la stânga. Citirea ei de la stânga la dreapta a condus la o datare eronată din secolul 16, pe care unii cercetători au susținut-o mai mult sau mai puțin convinși.

## Imagini exterioare

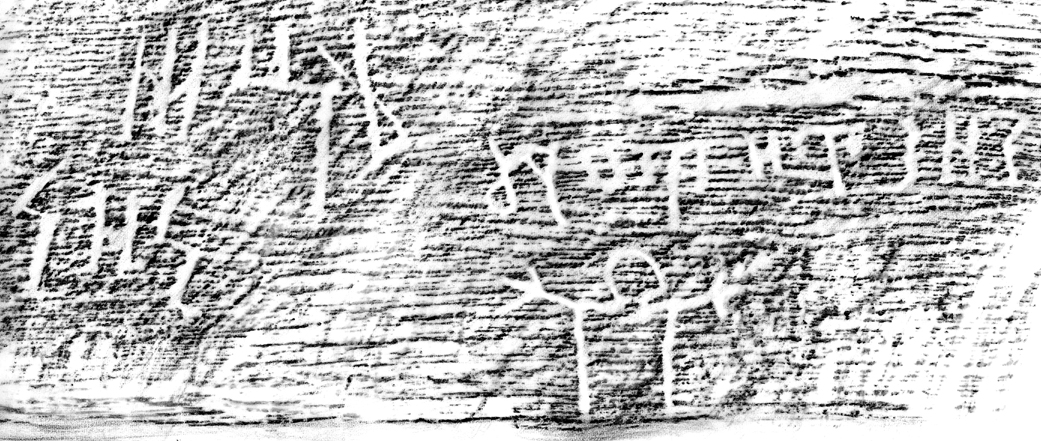
Semnul şi numele ctitorului
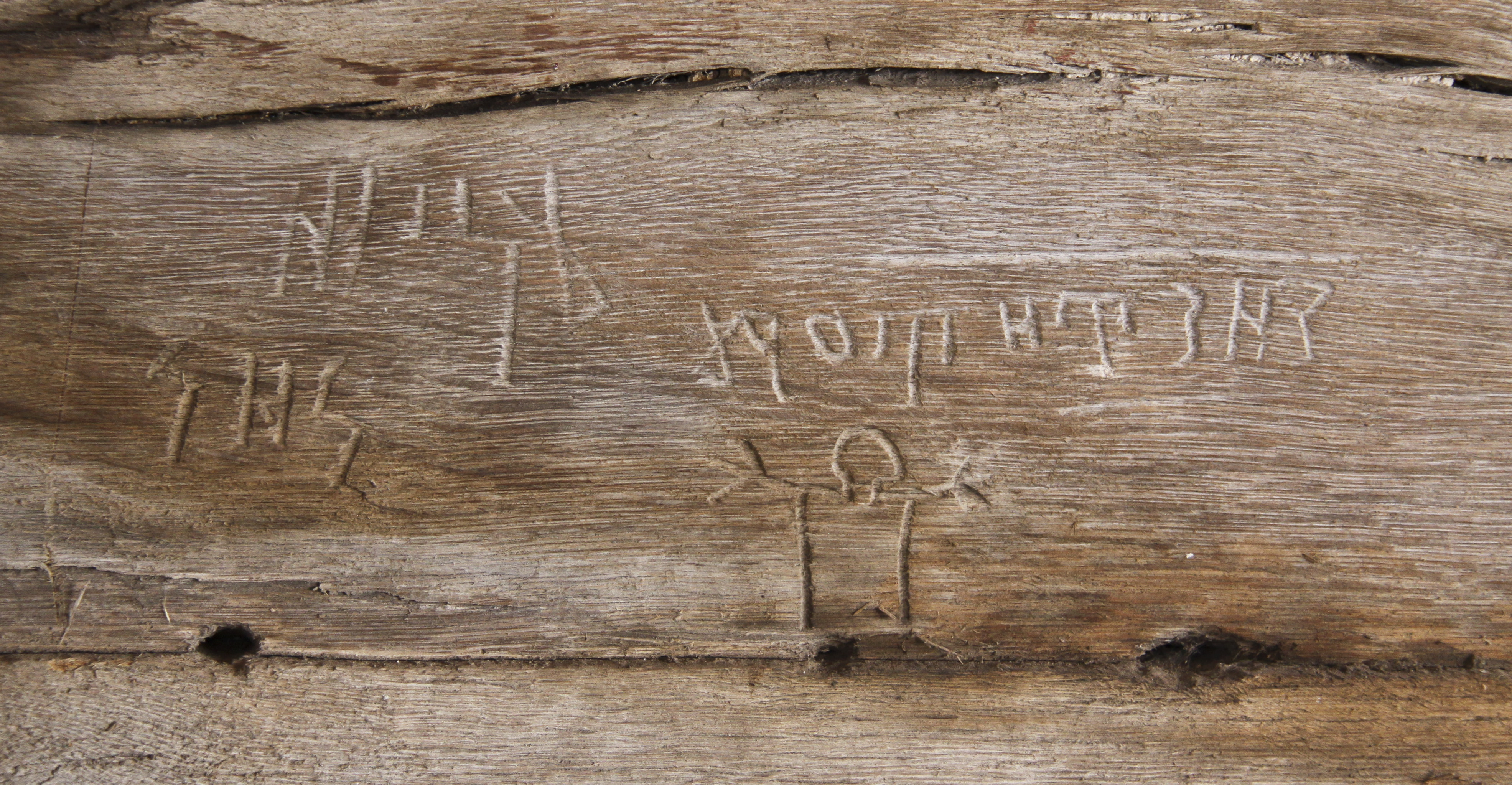
„Niţu Ene, Ene titoru”
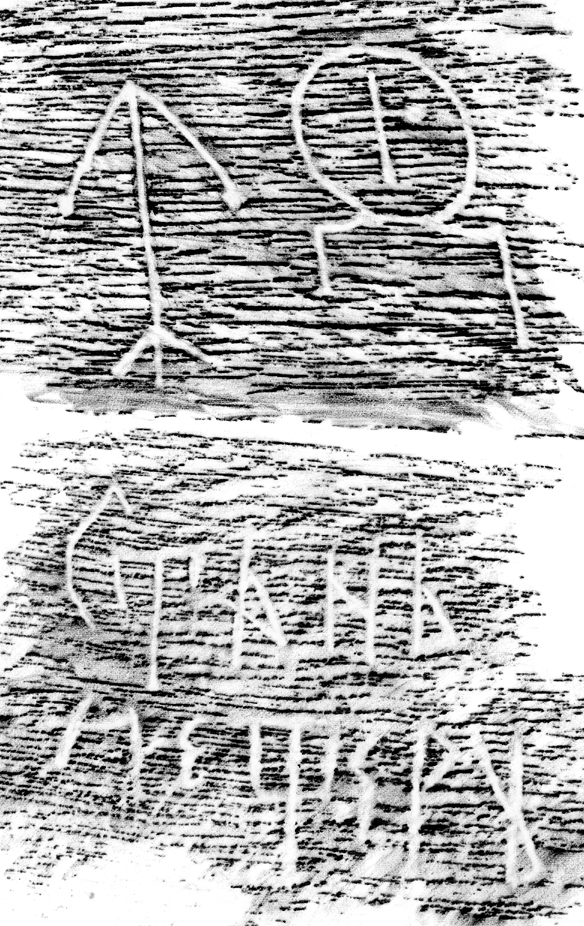
Semn şi semnătură de meşter
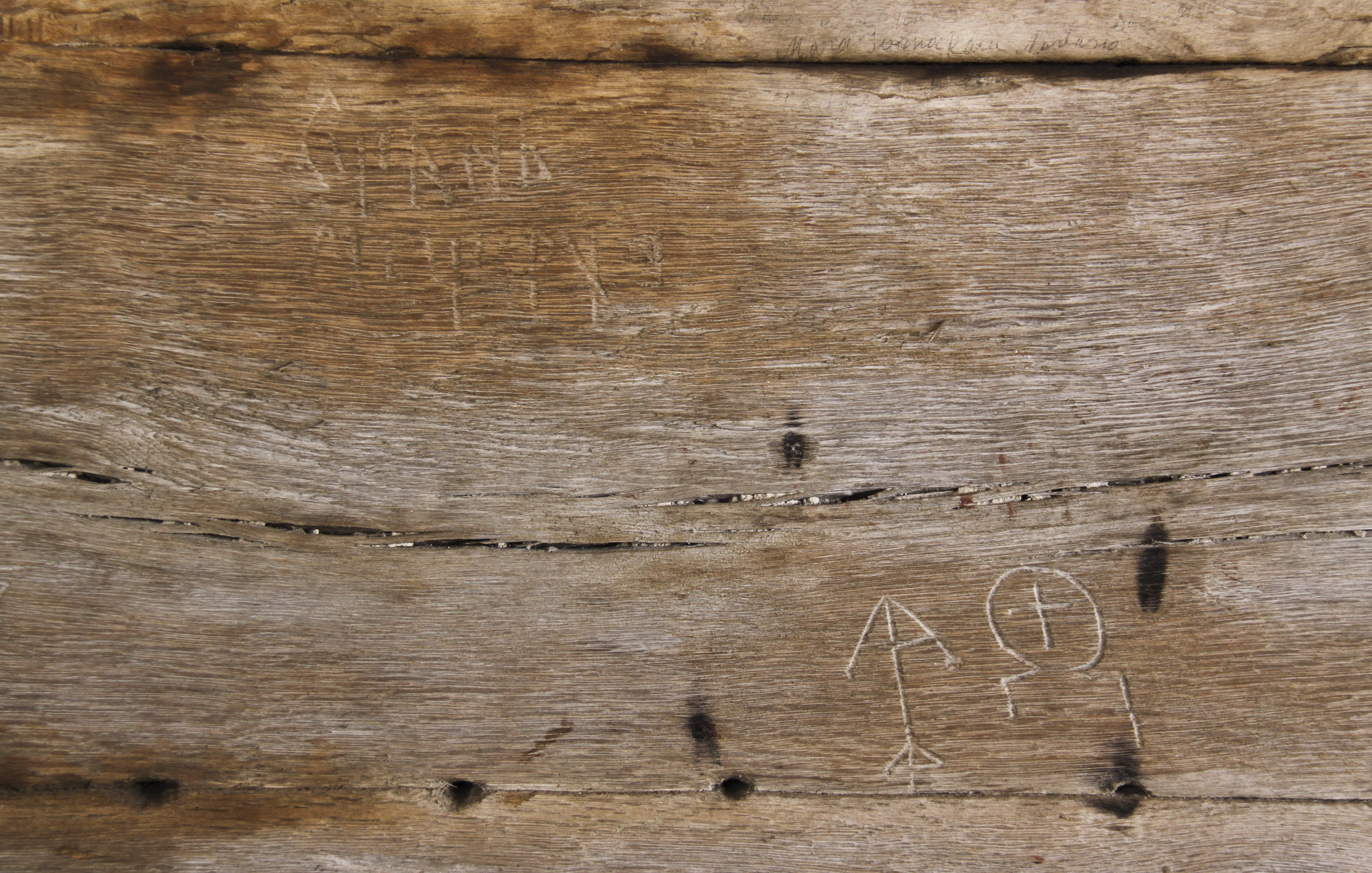
„Stan meşteru”
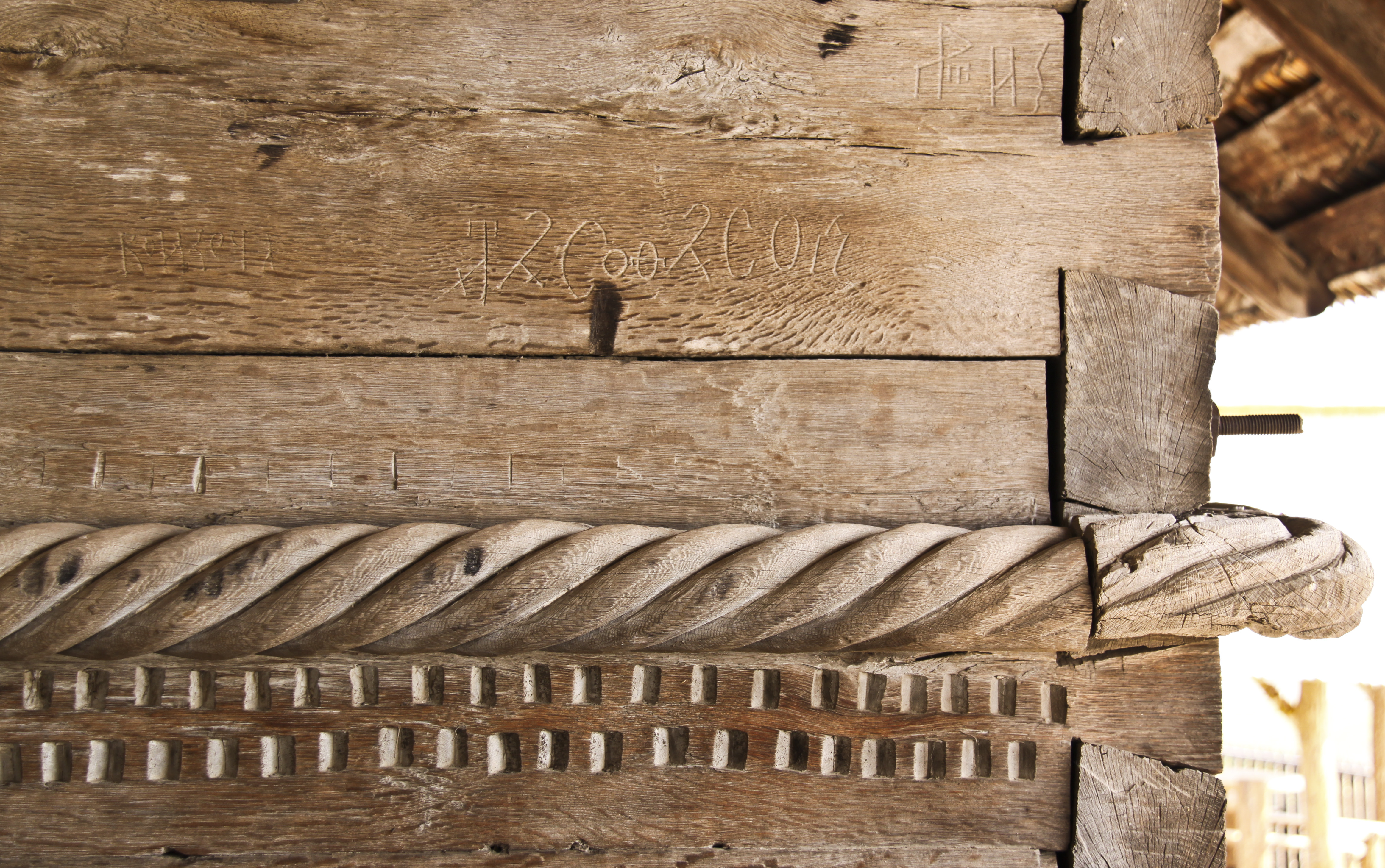
7279-7274
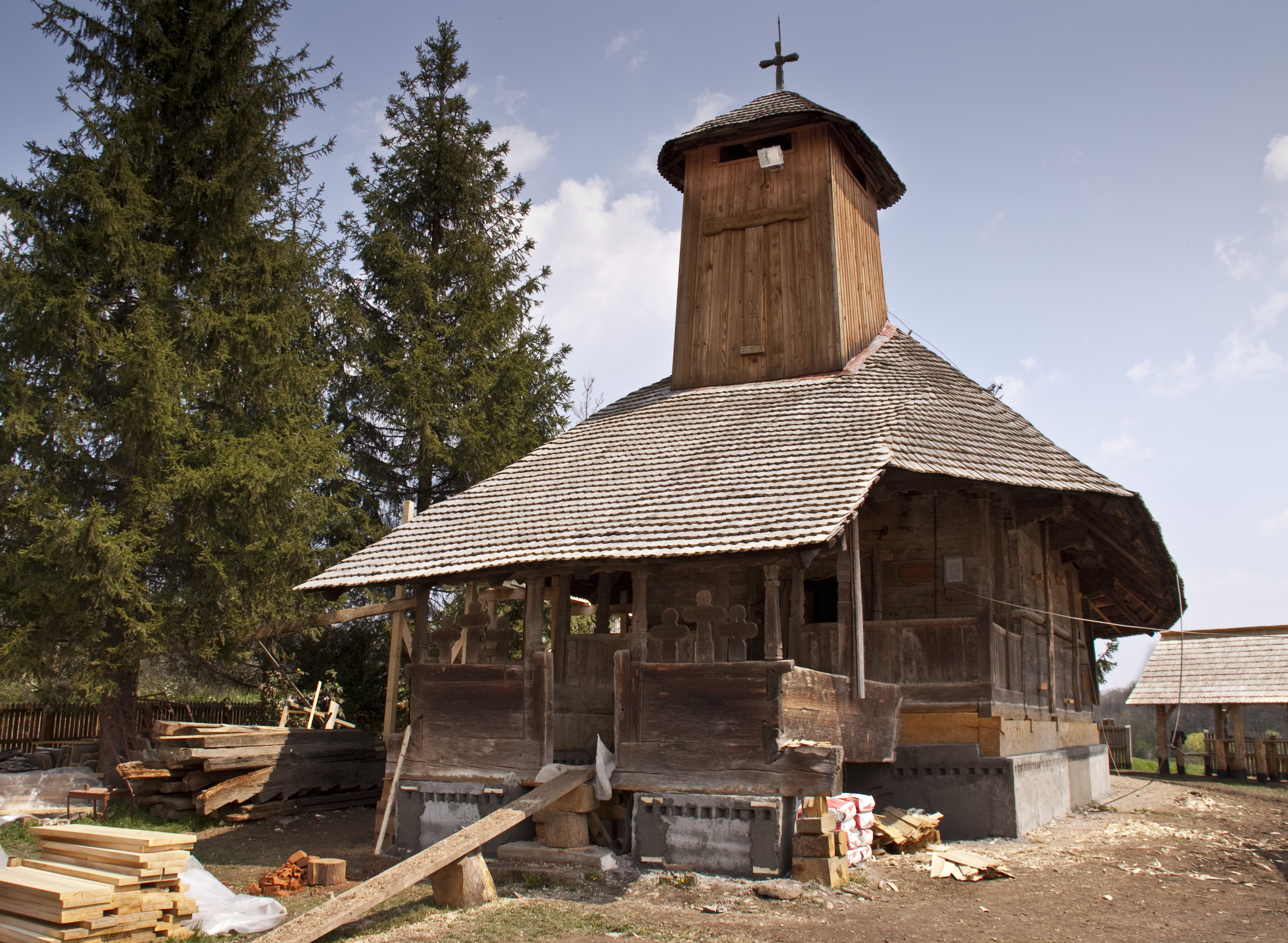
restaurarea bisericii
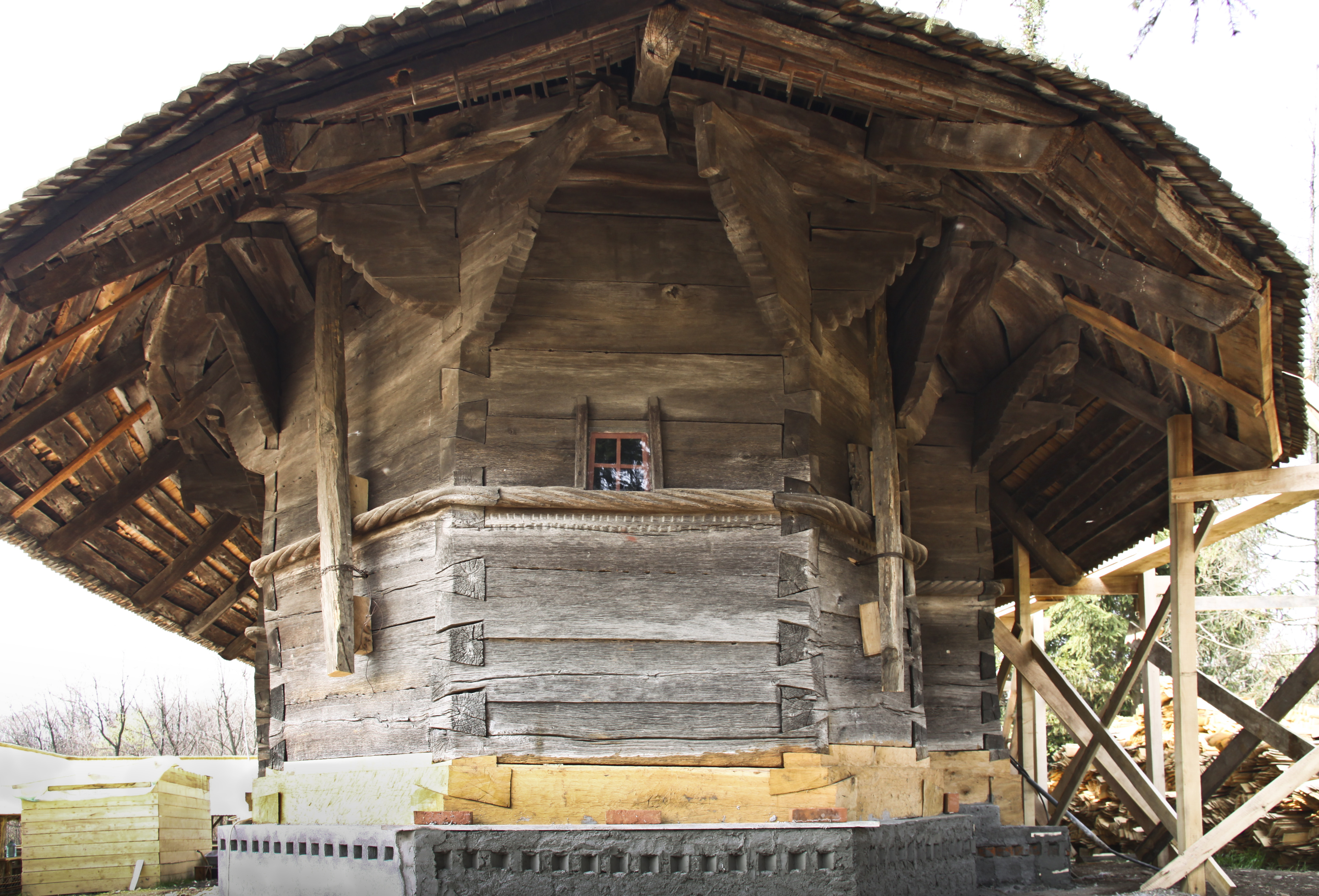
dosul altarului
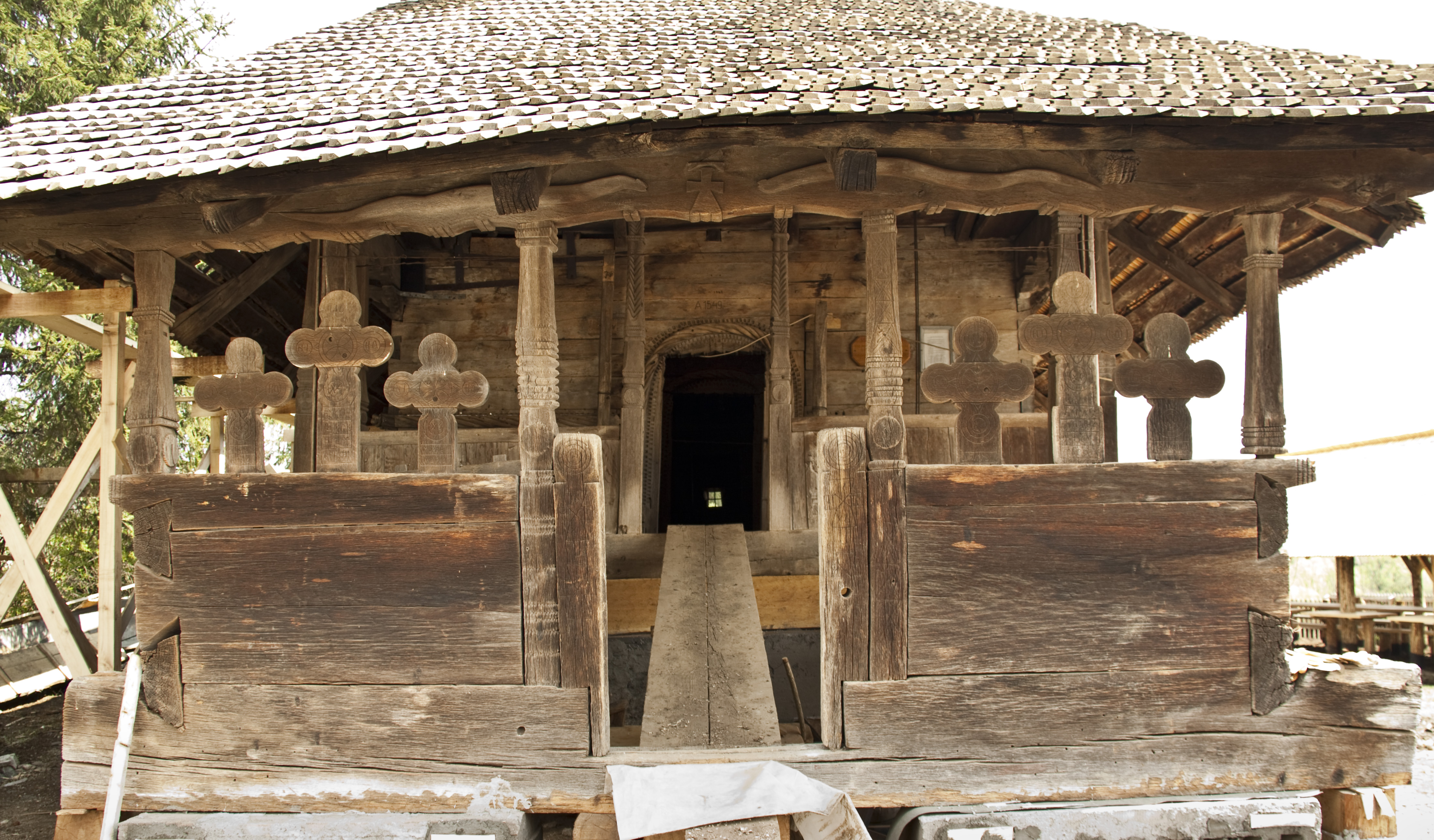
la intrare în pridvor
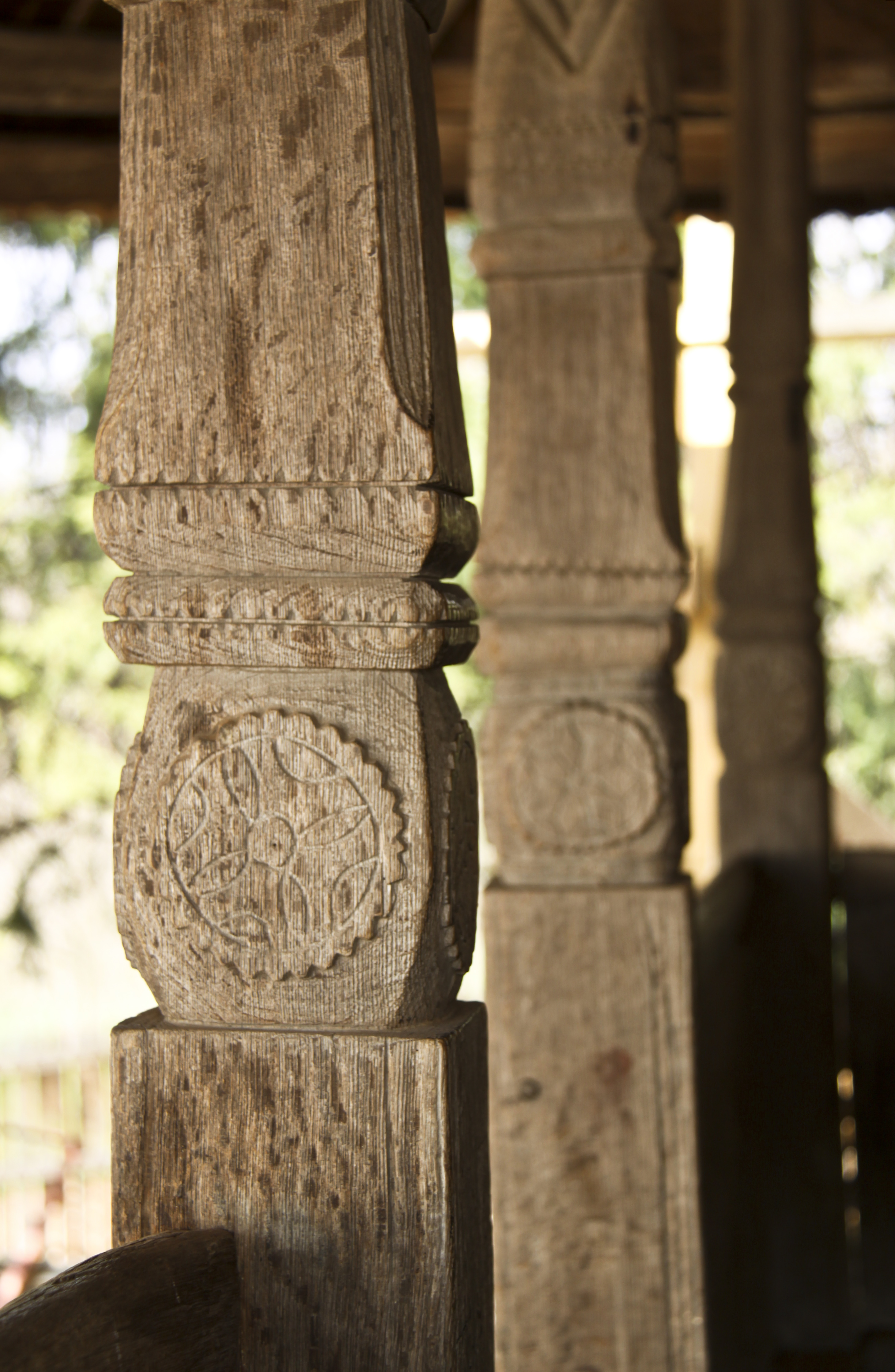
detalii stâlpi
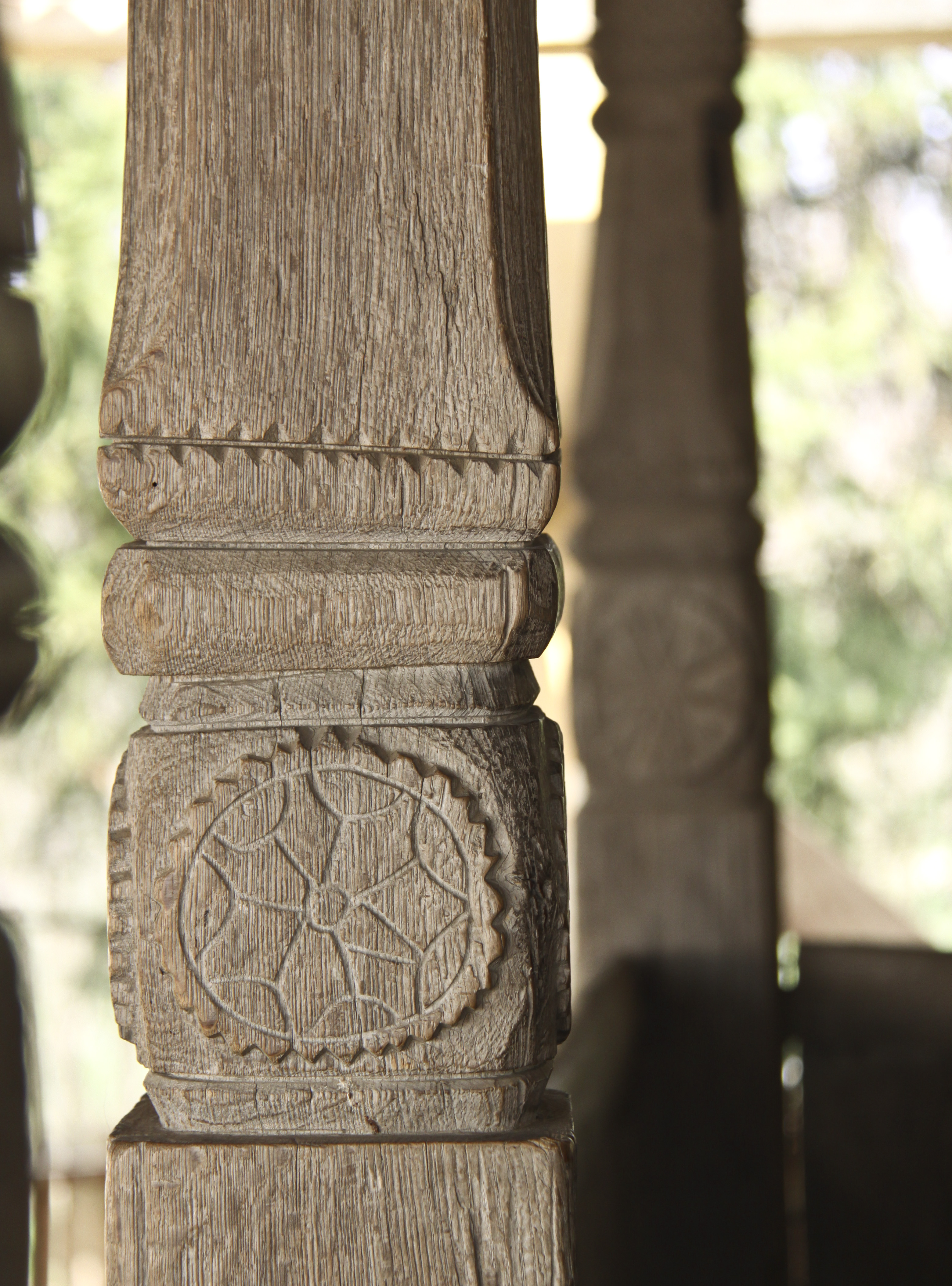
detalii stâlpi
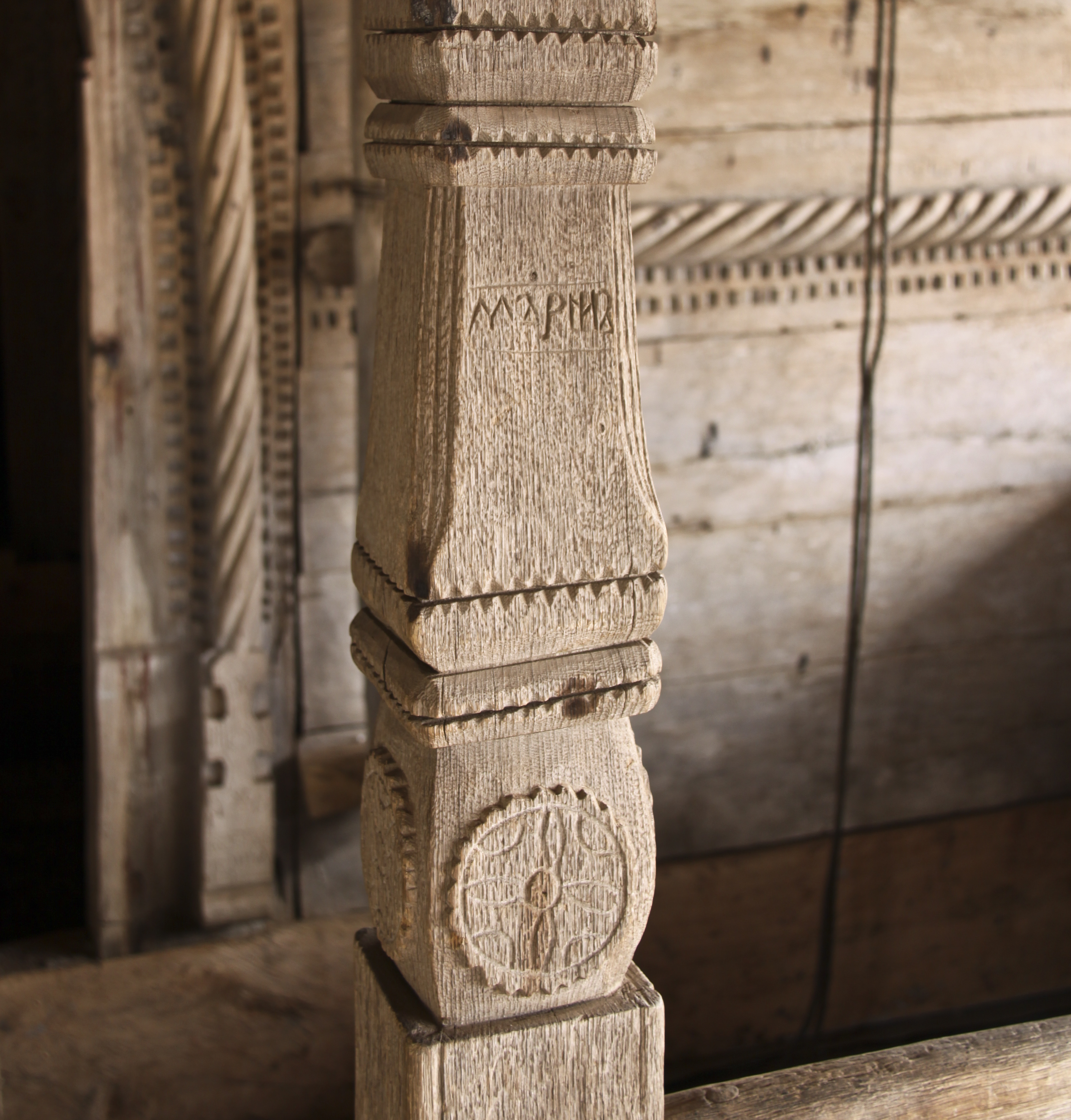
„Mărinu”
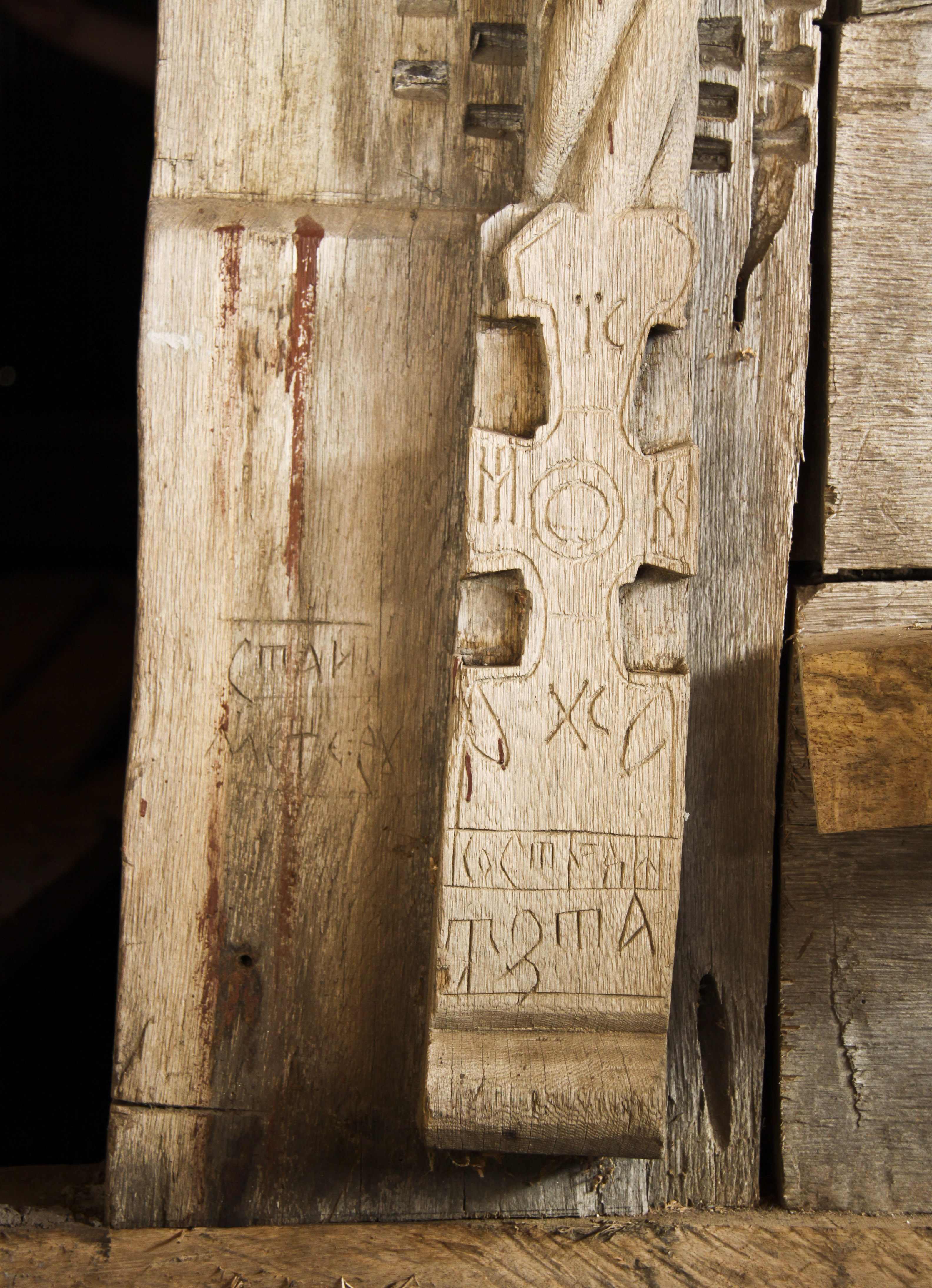
„Constandin l[ea]t 7301”
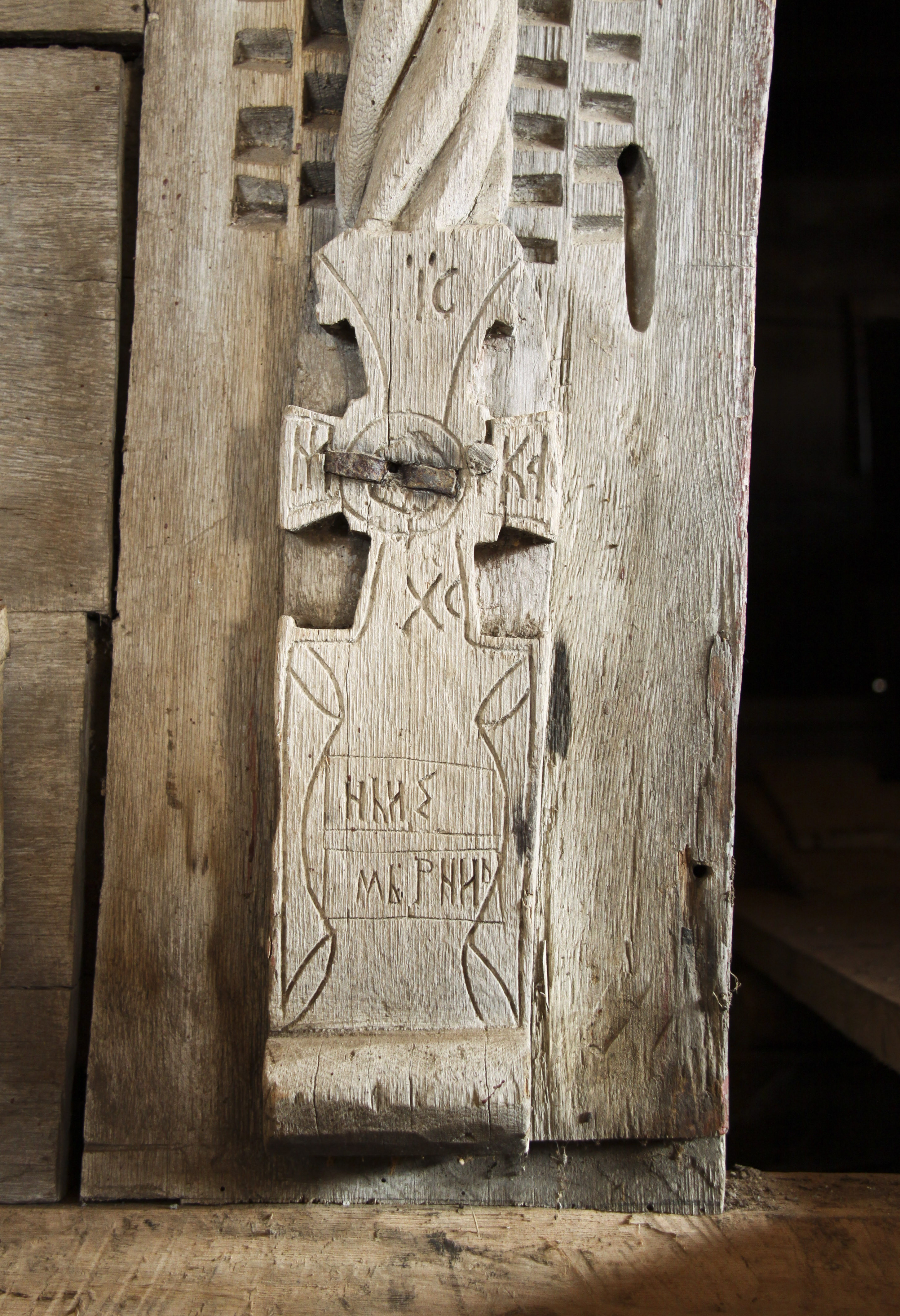
„Năne Mărinu”
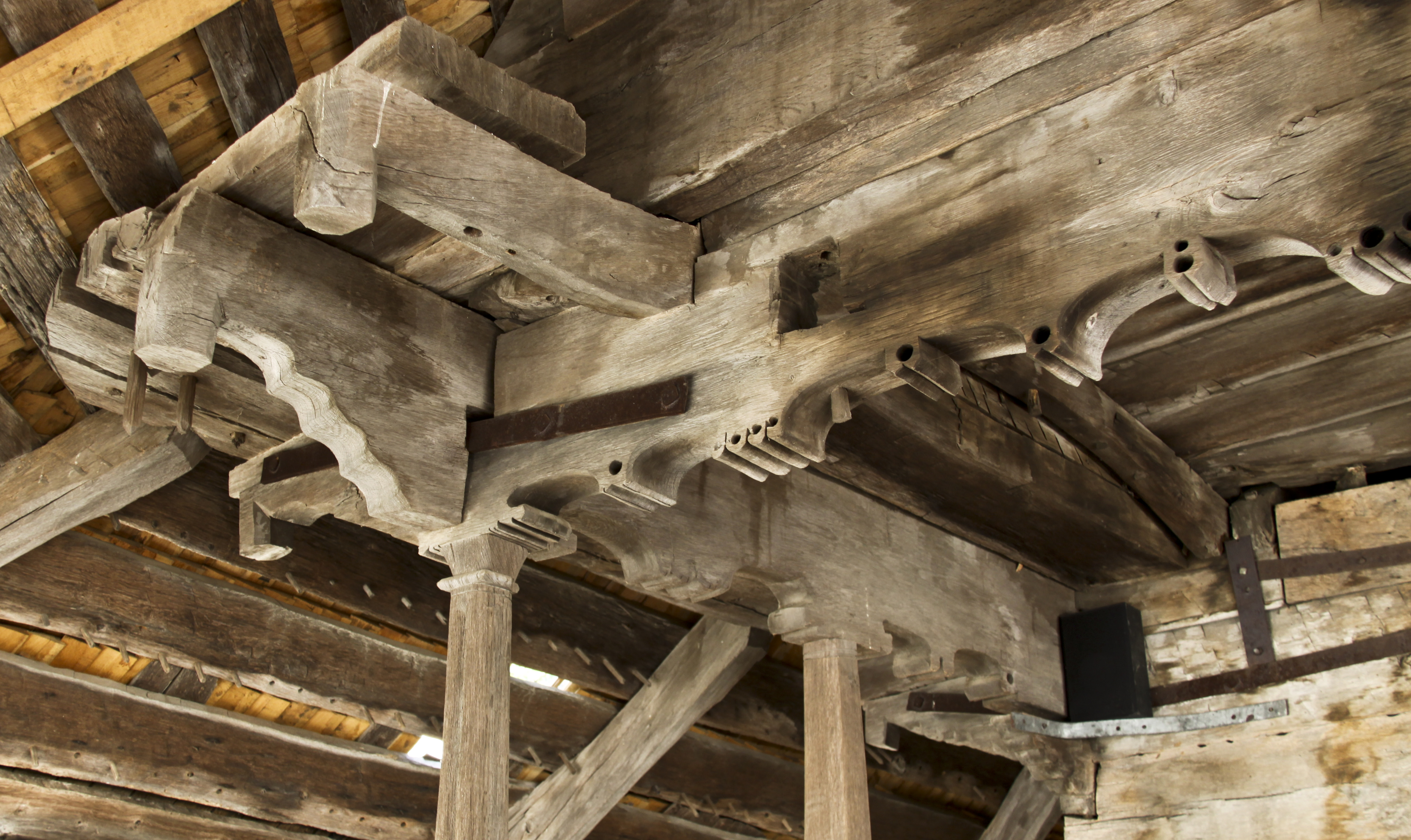
console cu cai
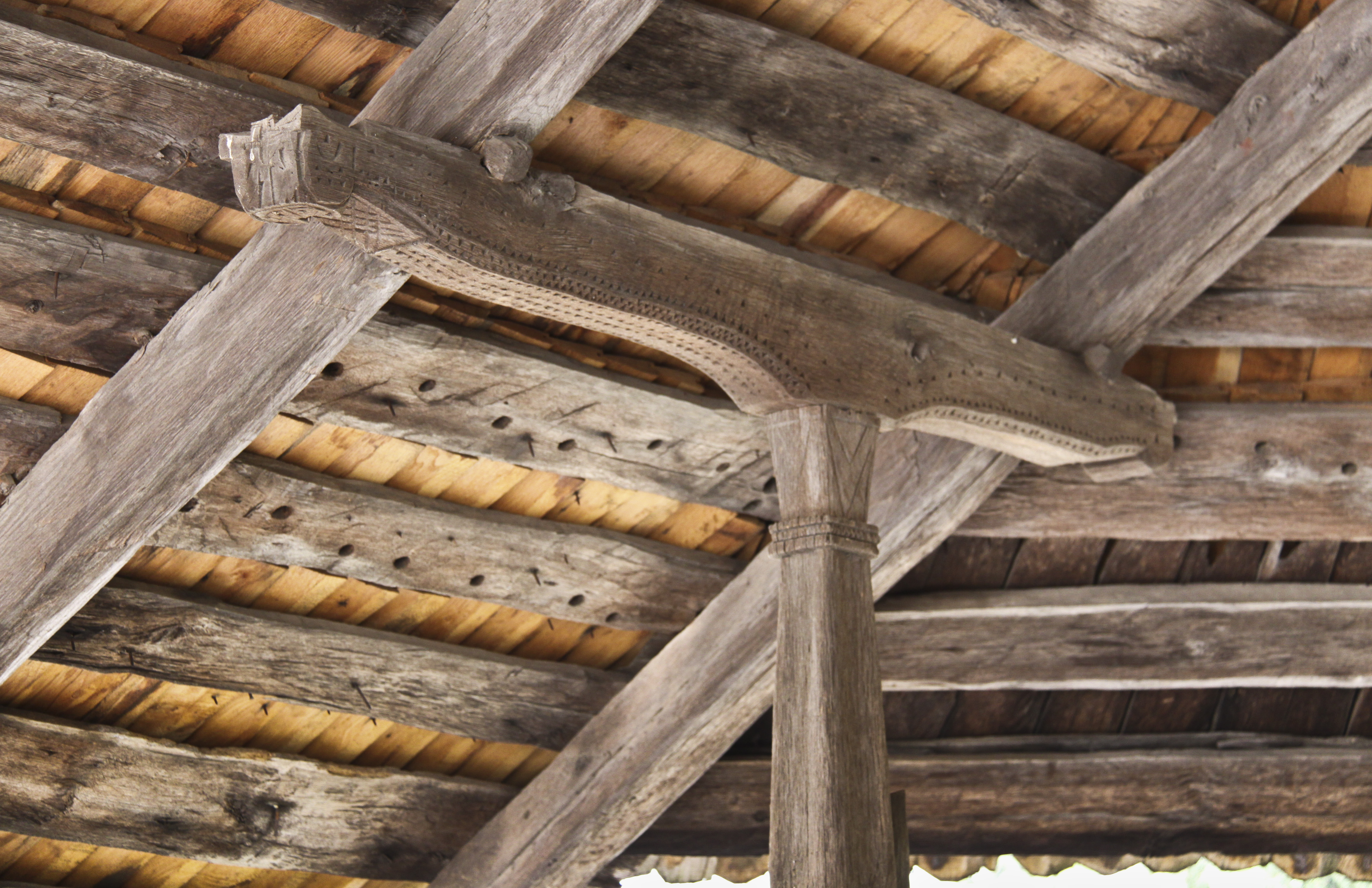
stâlp cu talpă
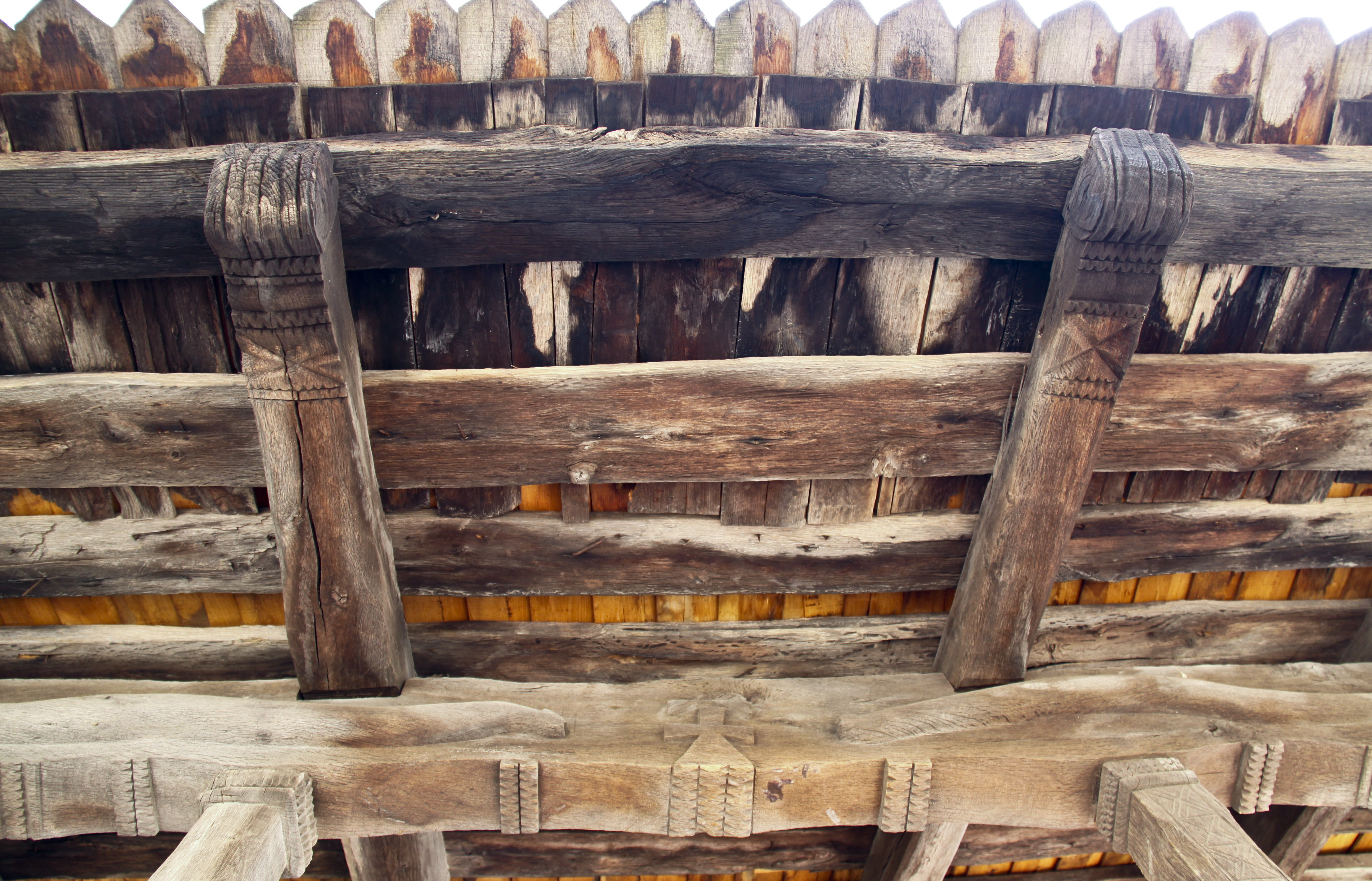
streaşina peste intrare
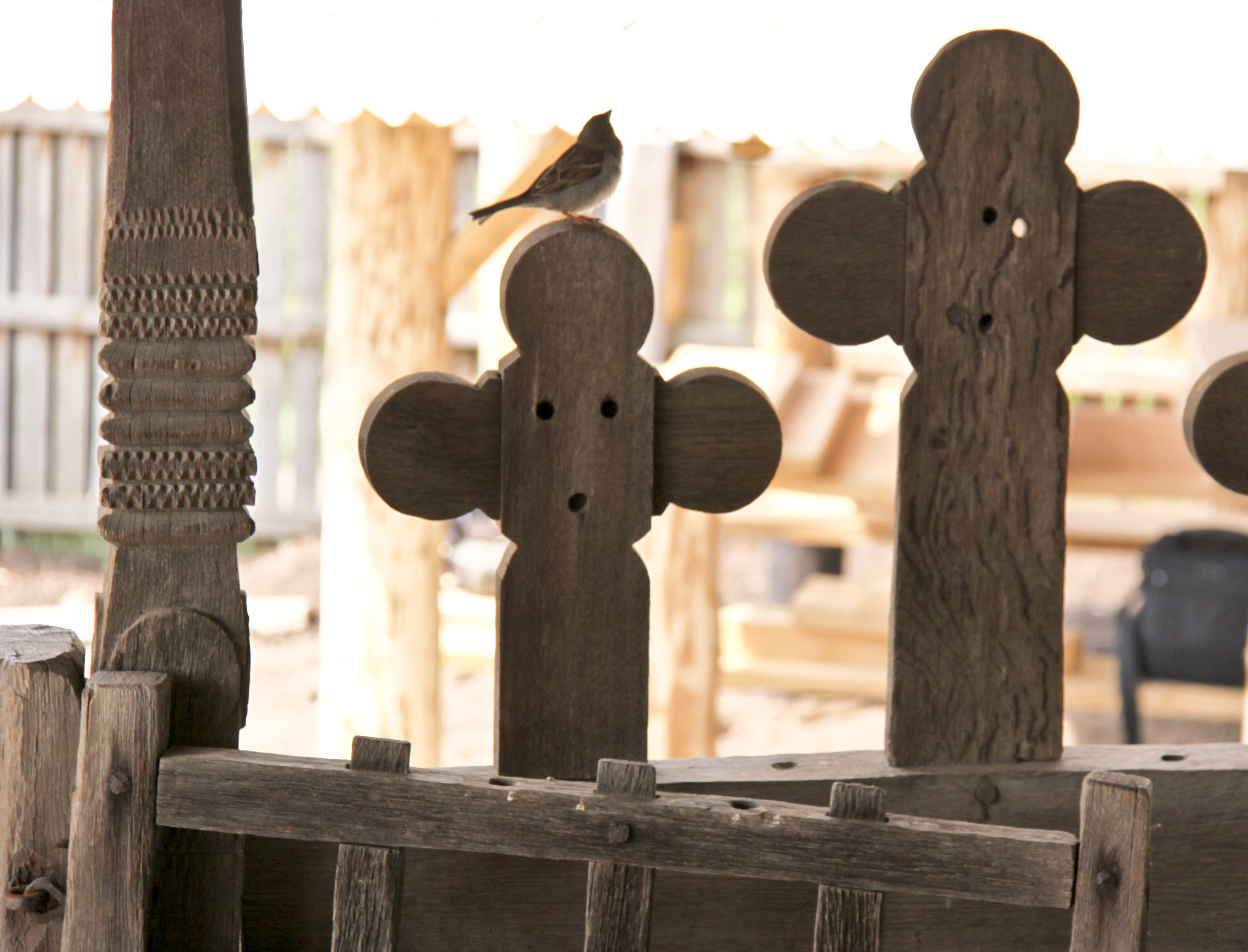
cruci la intrare în pridvor
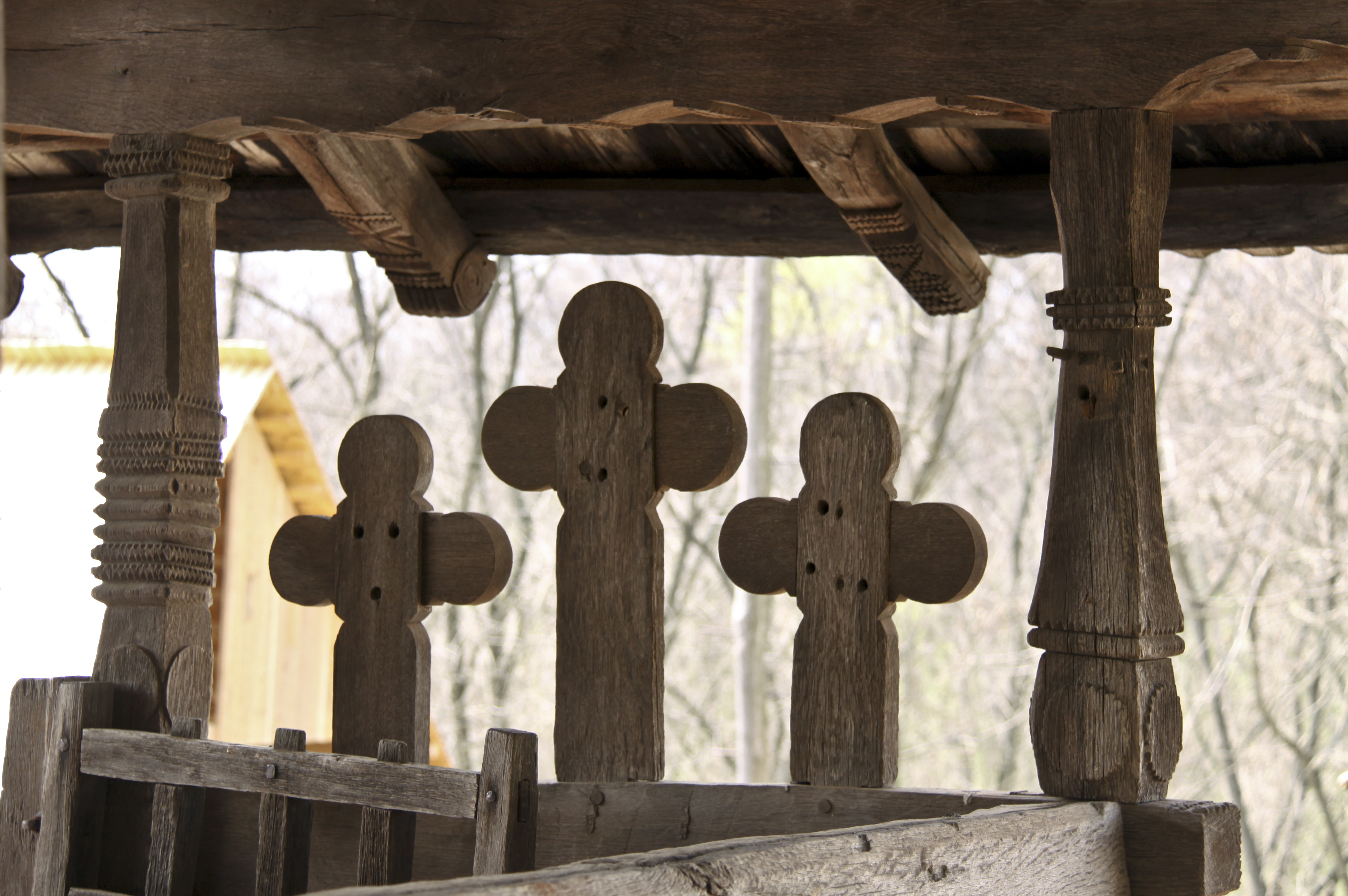
cruci la intrare în pridvor
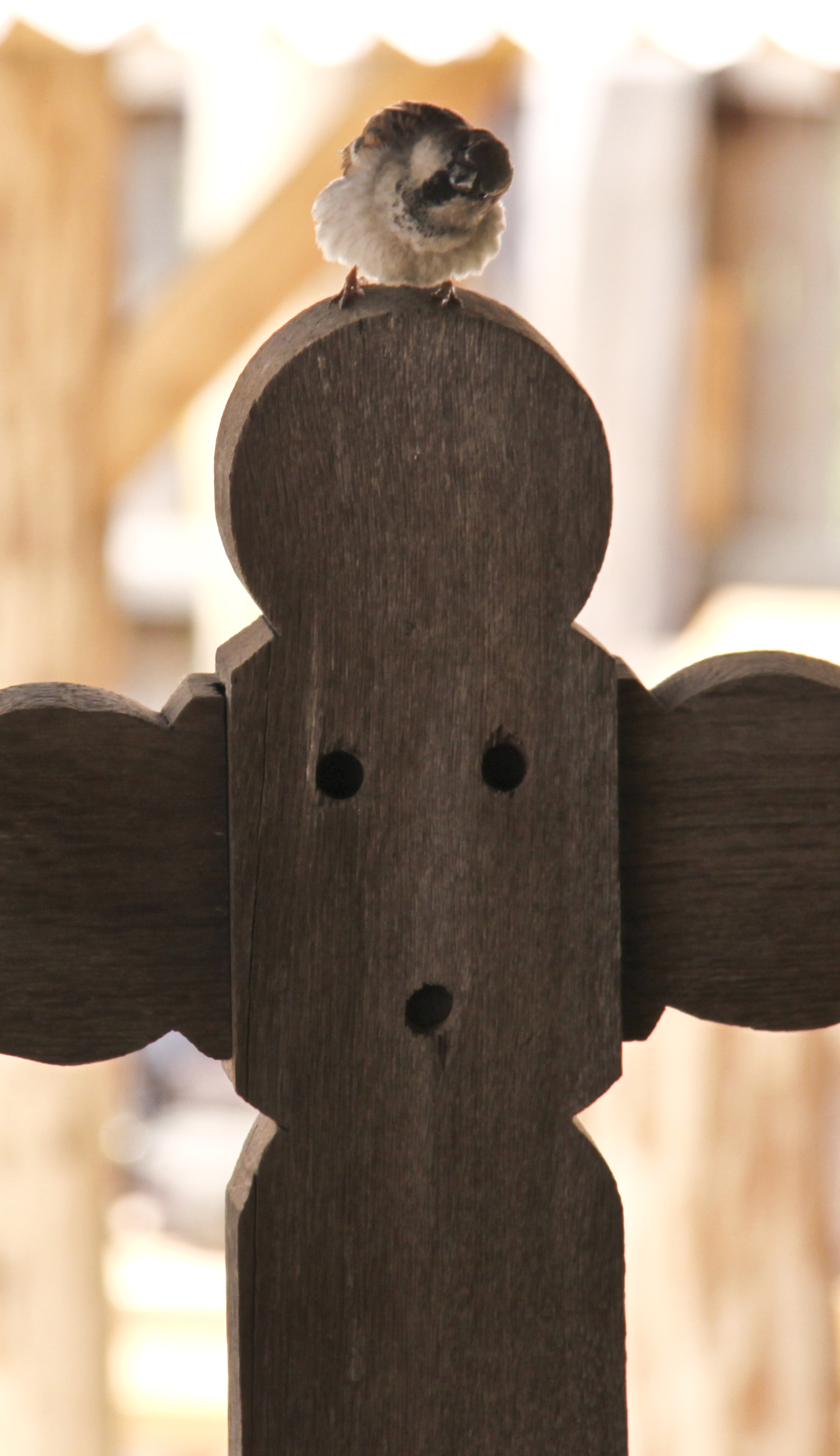
cruce la intrare în pridvor

## Imagini interioare

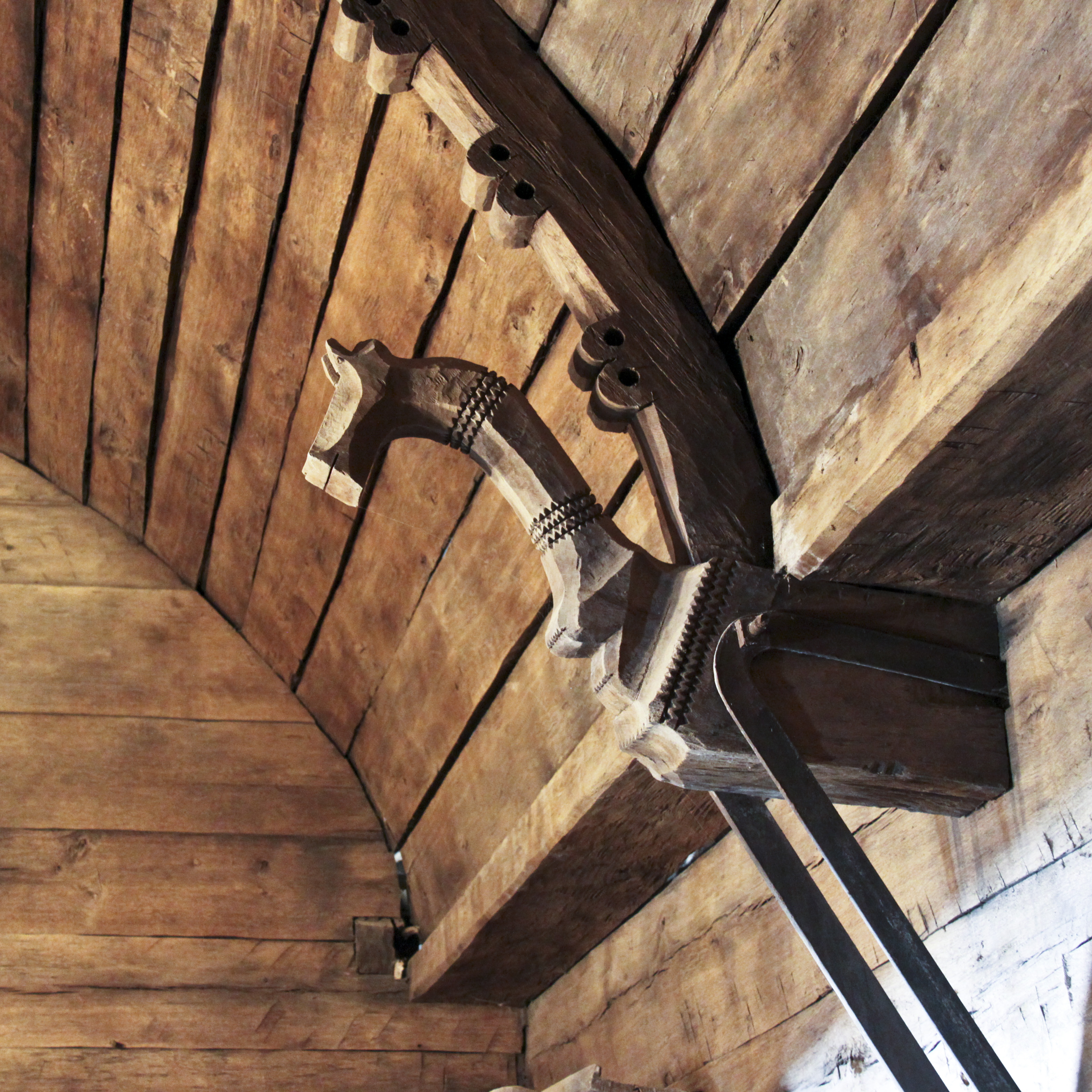
bust de cal-consolă, naos, nord